# Cerambyx welensii
Cerambyx welensii là một loài bọ cánh cứng trong họ Cerambycidae.